# نامه هوایی (لاست)
«نامه هوایی» دوازدهمین قسمت از فصل سوم سریال لاست و در مجموع قسمت ۶۱ است که دقیقاً نقطه میانی سریال است. در ۱۴ مارس ۲۰۰۷ از شبکه ای‌بی‌سی پخش شد. این قسمت توسط کریستینا ام. کیم و جردن روزنبرگ نوشته شده و پل ادواردز آن را کارگردانی کرده است. شخصیت کلیر لیتلتون (امیلی دی راوین) در فلش‌بک‌های قسمت حضور دارد.

## داستان

### فلش‌بک‌ها
قسمت با فلش‌بک کلیر لیتلتون آغاز می‌شود. کلیر خود را در یک ماشین واژگونن می‌یابد. او مادرش کرول لیتلتون را می‌بیند که در جاده دراز کشیده و به شدت آسیب دیده است. در بیمارستان، لیندزی خاله کلیر با او در حین تمیز کردنش مواجه می‌شود. دکتری به کلیر می‌گوید که تمام هزینه‌های درمانی مادرش توسط یک فرد ناشناس انجام شده است.
بعداً، کلیر متوجه می‌شود که مادرش یک ملاقات‌کننده دکتر کریستین شپرد (جان تری) دارد. کلیر متوجه می‌شود که اوست که قبض‌های بیمارستان را پرداخت کرده  و می‌پرسد که او کیست. کریستین با اکراه اعتراف می‌کند که او پدرش است، یعنی جک و کلیر خواهر و برادر ناتنی هستند.
بعداً، کریستین در صرف قهوه با کلیر توضیح می‌دهد که او با مادرش دعوا کرده بود که منجر به تولد کلیر شد. با این حال، مادر کلیر دوست نداشت که او خانواده دیگری داشته باشد و به او گفت که از آنها دور بماند. او فاش می‌کند که دلیل اینکه می‌خواست با او صحبت کند این است که می‌خواهد کلیر به پایان دادن به زندگی مادرش فکر کند. کلیر عصبانی می‌شود و معتقد است که کریستین آنجاست تا «اشتباهی» را که با حضور کلیر در کنار مادرش مرتکب شده، تصحیح کند. به او می‌گوید پرداخت قبض او را نجیب نمی‌کند و می‌رود، پس از می‌گوید او حتی نام او را نمی‌داند و نمی‌خواهد بداند.
در بازگشت به سیدنی، کلیر به دیدار مادرش می‌رود که هنوز در حالت نباتی پایدار است. گرچه هنوز در کما است، کلیر به مادرش فاش می‌کند که باردار است اما بچه را می‌خواهد واگذار کند. او با گریه به خاطر تصادف و همه چیزهای وحشتناکی که قبل از وقوع آن در ماشین به او گفت عذرخواهی می‌کند.

### در ساحل
دزموند هیوم (هنری ایان کیوسیک) پیشنهاد می‌کند که چارلی باید به شکار گراز برود. کلیر درخششی در گله مرغان دریایی می‌بیند. کلیر متوجه می‌شود که پرندگان مهاجرت می‌کنند و ممکن است آنها را برچسب‌گذاری کرده باشند. او تصمیم می‌گیرد پرنده‌ای را بگیرد و یادداشتی در مورد سقوط پرواز ۸۱۵ و بازماندگان ضمیمه کند، به این امید که کسی آن را پیدا کند و بخواند.
جین سو کوون (دانیل دای کیم) و سون هوا کوون (یونجین کیم) پس از توضیح نقشه‌اش، به کلیر کمک می‌کنند تله‌ای برای گرفتن یکی از پرندگان درست کند. درست زمانی که جین می‌خواهد تله را باز کند، صدای شلیک گلوله بلند می‌شود و پرندگان را می‌ترساند. دزموند از جنگل بیرون می آید و ادعا می‌کند که در بدنبال یک گراز بوده است. کلیر می‌داند که به نوعی چارلی را درگیر می‌کند. او با چارلی در مورد رفتار عجیب او و دزموند روبرو می‌شود. اگرچه چارلی در تلاش است که به کلیر درباره پیش‌بینی دزموند بگوید، اما در عوض می‌گوید طرح او فقط امید کاذبی به مردم می‌دهد. کلیر عصبانی است و از چارلی می‌خواهد که او را تنها بگذارد.
کلیر پس از دیدن مشاجره بین دزموند و چارلی، دزموند را دنبال می‌کند. او یک مرغ دریایی را از روی صخره برمی‌دارد و به کلیر توضیح می‌دهد که چگونه دیده است که اگر چارلی برای گرفتن پرنده می‌رفت، پس از افتادن در دریا می‌مرد. کلیر پرنده را نزد چارلی می‌برد و به او می‌گوید که از اتفاقات آینده خبر دارد. چارلی و کلیر پرنده را با یادداشتی که شرایط سقوط را توضیح می‌دهد، رها می‌کنند.

### در جنگل

سعید، کیت، میخائیل، جان و روسو با حصار صوتی روبرو می‌شوند.

سعید جراح (نوین اندروز)، کیت آستن (اوانجلین لیلی)، جان لاک (تری اوکوئین)، دنیله روسو (میرا فورلان) و میخائیل باکونین ( اندرو دیووف ) از دیگران اسیر شده از میخائیل در می‌یابند که انفجار در «ابتکار دارما» رخ داده است. ایستگاه یک پالس الکترومغناطیسی ارسال کرد که یک فانوس دریایی زیر آب را از بین برد. این امر باعث می شود که جزیره نتواند به طور دقیق مکان یابی شود و یا هرکسی به جزیره بازگردد. کیت از میخائیل می‌پرسد که چرا بقیه در جزیره می‌مانند اگر راهی برای فرار از آن دارند. میخائیل می‌‌گوید کیت، لاک و سعید نمی‌فهمند چون معیوب هستند. آنها به دلیل عصبانیت (نگاه به لاک) و ضعیف و ترسان (نگاه به سعید) در «فهرست» نیستند. این فهرست توسط «مردی باشکوه» تهیه شد که همه دیگران را به آنجا آورد. وقتی کیت به میخائیل می‌گوید که بن لینوس (مایکل امرسون) آنقدرها هم عالی نیست، میخائیل پاسخ می‌دهد که او در مورد بن صحبت نمی‌کند. میخائیل همچنین فاش می‌کند که نام کامل آنها را می‌داند و شروع به فاش‌کردن دانش خود در مورد وضعیت فلج لاک می‌کند، اما روسو وقتی حلقه بی‌پایانی از ستون‌های سیمانی را می‌بیند که تا آنجایی که چشم کار می‌کند در جنگل ناپدید می‌شوند، حرف او را قطع می‌کند. سعید معتقد است که این یک محیط امنیتی است. کیت شروع به عبور می کند، اما سعید او را متوقف می‌کند، زیرا معتقد است که حسگرها فعال خواهند شد. میخائیل ادعا می‌کند که این سیستم برای سال‌ها کار نمی‌کند، درست مانند هر چیز دیگری در جزیره، اما لاک به سادگی میخائیل را گرفته و او را بین دو ستون فرو می‌برد. سپس صدای الکترونیکی عجیب و غریبی به صدا در می‌آید و میخائیل را به دام می‌اندازد که به لاک می گوید «متشکرم». دامنه صدا بالا می‌رود و میخائیل شروع به تکان خوردن و لرزیدن می‌کند، خون از گوش‌هایش می‌چکد و بزاق در گوشه‌های دهانش کف می‌کند. او می‌افتد و به شدت اسپاسم می‌کند و به نظر می‌رسد که در اثر خونریزی مغزی کشته شده است.
سعید با عصبانیت با لاک در مورد هل دادن باکونین از میان دکل‌ها روبرو می‌شود. لاک پاسخ می‌دهد که او هیچ راهی برای دانستن اینکه دیگران یک «حصار سلاح صوتی» دارند، نداشت. آنها در مورد تصمیم لاک برای وارد کردن ۷-۷ که منجر به تخریب ایستگاه شعله می‌شود، بحث می‌کنند. لاک پاسخ می‌دهد که اگر سعید به خود زحمت می‌داد بگوید که کل ایستگاه با سی۴ ساخته شده بود، این کار را نمی‌کرد. کیت تبر را می‌خواهد تا بتوانند از درختی بالا بروند و از ماشه صوتی اجتناب کنند. سعید تبر را از کیف لاک بیرون می‌آورد و داخل یک سی‌۴ از ایستگاه شعله را کشف می‌کند. سعید بلافاصله انگیزه‌های لاک را زیر سوال می‌برد و می‌پرسد که آیا واقعاً برای نجات جک شپرد (متیو فاکس) آمده است یا خیر. لاک بیان می‌کند که هیچ دلیل دیگری برای حضور او در آنجا جز نجات جک وجود ندارد. آنها پل درختی را ایجاد می‌کنند و کیت داوطلب می‌شود تا ابتدا از آن بالا برود. او از درخت بالا می‌رود و سالم به طرف دیگر می‌رسد. او میخائیل را چک می‌کند و تایید می‌کند که او مرده است.
کیت، سعید، لاک و روسو به پادگانی می‌رسند که دیگران در آن اقامت دارند. لاک، سعید و کیت که انتظار دارند جک را در یک موقعیت گروگانی ببینند، از دیدن او در حال خنده و بازی فوتبال با تام فرندلی شوکه می‌شوند.

## پذیرایی
این قسمت ۱۲٫۴۸ میلیون بیننده آمریکایی را به خود اختصاص داد.

## جوایز
امیلی دی راوین این قسمت را برای بررسی برای بهترین بازیگر نقش مکمل زن در یک سریال درام برای پنجاه و نهمین دوره جوایز امی ارسال کرد.